# جبهه مشارکت ایران اسلامی
جبههٔ مشارکت ایران اسلامی، حزبی متشکل از اعضا و نزدیکان دولت سید محمد خاتمی است که بعد از انتخابات دوم خرداد ۱۳۷۶ با نظر ایشان تشکیل شد. این حزب در طول دولت سید محمد خاتمی با در اختیار داشتن نزدیک به نیمی از اعضای کابینه اصلاحات و همچنین داشتن بزرگ‌ترین فراکسیون حزبی در طول مجلس ششم و نیز فراگیری و تأسیس دفاتر و شعب فعال حزبی در همه استان‌ها و اکثر شهرستان‌های کشور، توانست به عنوان یکی از چالش برانگیزترین و اثرگذارترین احزاب تاریخ بعد از انقلاب بر مناسبات سیاسی، اجتماعی و فرهنگی ایران لقب بگیرد.

## مولفه‌ها و اهداف
از نگاه «جبهه مشارکت ایران اسلامی»، نام این حزب در واقع نماد شاخص‌های اصلی این حزب بود.
واژهٔ «جبهه» نشانه روند شکل‌گیری آن از سوی سه مؤلفهٔ گوناگون در مرداد ماه سال ۷۹ است. اما رویکرد این «جبهه» تماماً در چهارچوب مفهوم حزب می‌گنجد. هسته اصلی جبهه مشارکت را دانشجویان پیرو خط امام و گروه‌های چپ اسلامی مانند سازمان مجاهدین انقلاب و … تشکیل داده‌اند. آن‌ها جوانان انقلابی از طبقه متوسط شهری با گرایش چپ اسلامی بودند که آرمان‌گرایی و عمل‌گرایی وجه مشخصه اصلی‌شان بود.
یک مؤلفهٔ دیگر بنیان‌گذاری این جبهه، نواندیشان دینی بودند که قرائت انسان‌گرایانه و مشارکت جویانه‌ای از اسلام سیاسی داشتند. شعارهای اصلی جبهه مشارکت که خطوط فکری این مجموعه را نیز مشخص می‌کند عبارت‌اند از «ایران برای همهٔ ایرانیان» و «معنویت، عدالت، آزادی» که با توجه به شعارهای مطرح شده توسط روشنفکران دینی آرمان‌گرا در گذشته مانند علی شریعتی همان «عرفان، برابری، آزادی» است که از آرمانهای شیعه سخن می‌گوید.
مولفه سوم سیاست‌مداران و تکنوکراتهای معتقد به رشد و سربلندی ایران بودند که در دولت رفسنجانی به کار دستگاه‌های اجرائی کشور جلب شدند، و به لیبرالیسم و اقتصاد باز معتقد بودند. این سه مؤلفه در همسویی نانوشته‌ای سازمان‌دهندهٔ اصلی جنبش دوم خرداد سال ۷۶ بودند.
مؤسسان و اعضای ارشد جبهه مشارکت بر این باورند که تمام کشورهای دارای فرهنگ مذهبی-سنتی نیز با اصلاح ساختار فرهنگی جامعه خود (در کنار اصلاح ساختار سیاسی) و تولید فرهنگ مدرن برآمده از سنتهای بومی (علیرغم مقاومت شدید سنت‌گرایان) می‌توانند جزو کشورهای مدرن جهان باشند و در ایران مردمسالاری باید از درون و با اصلاحات در داخل کشور محقق شود.
جبهه مشارکت هرچند دین و سیاست را از هم جدا نمی‌داند (به این معنا که دین یک سلسله ارزشهای اخلاقی و انسانی را در ساحت سیاست ارائه می‌دهد، اما به جدّ معتقد به جدایی نهاد دین از نهاد دولت است و نوعی سکولاریسم را - به این عنوان که دین، هیچ‌گونه مدل و شکل خاص و مشخصی را برای نهاد دولت (در معنای عام آن) تجویز نمی‌کند - پذیرفته است.
سعید حجاریان در اشاره به تنوع دیدگاه‌ها و گرایش‌های در درون جبههٔ مشارکت ایران اسلامی، این جریان را «حزب بین‌العباسین» می‌نامید که تنوعی از عباس عبدی تا عباس دوزدوزانی را در بر می‌گیرد.

## مؤسسان و اعضای اصلی
دبیرکل سابق این جبهه محمدرضا خاتمی، نایب رئیس مجلس ششم و برادر رئیس‌جمهور سابق سید محمد خاتمی بود که از تابستان ۱۳۸۵ جای خود را به محسن میردامادی داد. از دیگر مقامات مشهور این حزب می‌توان سعید حجاریان و عبدالله رمضان زاده و مصطفی تاجزاده و محسن امین زاده را نام برد.

## اعضای شورای مرکزی
در جریان نهمین کنگره حزب مشارکت در ۱۹ مرداد ۱۳۸۵، اعضای کنگره از میان ۵۳ نامزد عضویت در شورای مرکزی ۳۰ عضو اصلی و پنج عضو علی‌البدل را برگزیدند که اسامی اعضای اصلی به ترتیب حروف الفبا عبارت است از:
کریم ارغنده‌پور، مصطفی تاج‌زاده، جلال جلالی‌زاده، حمیدرضا جلایی‌پور، سعید حجاریان، محمود حجتی، سید صفدر حسینی، سید محمدرضا خاتمی، ناصر خالقی، هادی خانیکی، علی‌اصغر خدایاری، فاطمه راکعی، عبدالله رمضان‌زاده، محمدعلی سعدایی، داوود سلیمانی، سعید شریعتی، علی شکوری‌راد، احمد شیرزاد، سعید شیرکوند، محسن صفایی فراهانی، هادی قابل، حسین کاشفی، عباس کوشا، الهه کولایی، محمد کیانوش‌راد، فخرالسادات محتشمی‌پور، اروج‌علی محمدی، محسن میردامادی، محمد نعیمی‌پور، سید شمس‌الدین وهابی.
همچنین اعضای علی‌البدل نیز به ترتیب الفبا عبارتند از: زهره آقاجری، نصرالله جهانگرد، سعید شریف زادگان، جعفر کامبوزیا و فریده ماشینی.

## اعضای دفتر سیاسی
دفتر سیاسی حزب مشارکت دارای ۱۰ عضو اصلی و چهار عضو علی‌البدل می‌باشد که توسط شورای مرکزی حزب برگزیده می‌شوند که اسامی اعضای اصلی به ترتیب حروف الفبا عبارت است از محمدرضا خاتمی، هادی سمتی، محمد ستاری فر، شمس الدین سیاسی راد، عباس کوشا، الهه کولایی، مرتضی مبلغ، علی مزروعی، آذر منصوری، حسین نصیری
همچنین اعضای علی‌البدل به ترتیب الفبا عبارتند از رضا شریفی، صحرائیان، دلارام غنیمی فرد، افشین کریمی، مصوری منش.

## ارگان‌های مطبوعاتی
جبهه مشارکت در سال ۱۳۷۸ انتشار روزنامه مشارکت را به عنوان ارگان خبری و مطبوعاتی این حزب را از سر گرفت. این روزنامه روزانه بین ۸۰ تا ۹۰ هزار تیراژ داشته و به گفته محمدرضا خاتمی دبیرکل این حزب این تیراژ در اتفاقات خاصی همچون ترور حجاریان، قتل‌های زنجیره‌ای، حمله به کوی دانشگاه و اعتراضات تیرماه روزنامه به چاپ دوم و سوم می‌رسیده و تیراژ تا ۳۰۰ هزار نسخه می‌رسیده است.
روزنامه مشارکت در جریان تعطیلی گروهی روزنامه‌های اصلاح‌طلب توقیف و پس از تشکیل دادگاه منحل شد.
پس از توقیف این روزنامه، روزنامه نوروز به مدیر مسئولی محسن میردامادی ارگان این حزب بود که در زمان خود یکی از نشریات مورد مناقشه محسوب می‌شد. در آستانه دادگاه روزنامه نوروز، این حزب چند پیش‌شماره از روزنامه روزنو را منتشر کرد که به واسطه هم نام بودن با نشریه قبلی و شبهه در راه اندازی مجدد این نشریه منتشر نشد و بعد از مدتی و در آستانه انتخابات شورای دوم این حزب برای چند وقت با روزنامه توسعه فعالیت رسانه ای را ادامه داد و بلافاصله روزنامه یاس نو منتشر شد. پس از توقیف روزنامه یاس نو و در آستانهٔ انتخابات ریاست‌جمهوری ایران (۱۳۸۴) روزنامه وقایع اتفاقیه به نحوی ارگان این حزب به حساب می‌آمد. سایت خبری نوروز به عنوان ارگان خبری این حزب فعال بوده است.

## دستگیری اعضاء حزب مشارکت
اعضاء جبهه مشارکت در پی پیامدهای اعلام نتایج انتخابات ریاست جمهوری ایران (۱۳۸۸) و اعتراضات موجود توسط نیروهای امنیتی کشور دستگیر شدند.
اسامی دستگیرشدگان جبهه مشارکت ایران اسلامی:
- محسن میردامادی - دبیرکل جبهه مشارکت ایران اسلامی، نماینده مردم تهران و رئیس کمیسیون امنیت ملی دوره ششم مجلس شورای اسلامی
- عبدالله رمضان زاده - قائم مقام دبیرکل جبهه مشارکت ایران اسلامی، استاندار سابق استان کردستان و سخنگوی دولت دوم سید محمد خاتمی
- آذر منصوری - معاون سیاسی دبیرکل و عضو دفتر سیاسی جبهه مشارکت ایران اسلامی، منتخب مردم ورامین در شورای شهر اول این شهر
- مصطفی تاج زاده- عضو شورای مرکزی جبهه مشارکت، عضو شورای مرکزی سازمان مجاهدین انقلاب اسلامی، معاون سیاسی وزیر کشور در دولت خاتمی
- محسن صفایی فراهانی - عضو شورای مرکزی و رئیس هیئت اجرایی جبهه مشارکت ایران اسلامی، نماینده مردم تهران در دوره ششم مجلس شورای اسلامی و رئیس اسبق فدراسیون فوتبال
- محسن امین زاده - عضو مؤسس جبهه مشارکت ایران اسلامی، معاون وزیر امور خارجه در دولت سیدمحمد خاتمی
- شهاب‌الدین طباطبایی - عضو شورای مرکزی جبهه مشارکت ایران اسلامی، رئیس ستاد ۸۸ کل کشور
- محمد کیانوش راد- عضو شورای مرکزی جبهه مشارکت، نماینده مردم اهواز در دوره ششم مجلس شورای اسلامی
- داوود سلیمانی - عضو شورای مرکزی جبهه مشارکت ایران اسلامی، نماینده مردم تهران در دوره ششم مجلس شورای اسلامی
- عباس کوشا - عضو شورای مرکزی و دفتر سیاسی جبهه مشارکت ایران اسلامی
- علیرضا فلاحتی - مسئول شاخه جوانان جبهه مشارکت مازندران
- حسین نورانی‌نژاد - رئیس کمیته اطلاع‌رسانی جبهه مشارکت ایران اسلامی و از اعضای مؤسس حوزه شمال تهران جبهه مشارکت.
- مهدی محمودیان - عضو کمیته اطلاع‌رسانی جبهه مشارکت ایران اسلامی
- سعید نورمحمدی - عضو شاخه جوانان جبهه مشارکت ایران اسلامی
- عطا طهرانچی - عضو شاخه جوانان جبهه مشارکت ایران اسلامی
- مهندس ابراهیم شریف‌پور - عضو جبهه مشارکت ایران اسلامی
- احمد میری - عضو شورای منطقه مازندران
- علی اکبر سروش - عضو شورای منطقه مازندران
- احمدرضا احمدپور- عضو شورای منطقه قم[۸]
- محمدصابر عباسیان - نایب رئیس شاخه جوانان منطقه فارس جبهه مشارکت ایران، رئیس ستاد ۸۸ استان فارس
- زینب بحرینی - رئیس شاخه جوانان منطقه فارس جبهه مشارکت ایران
- جعفر موسوی - عضو شورای منطقه فارس جبهه مشارکت ایران
- امیر حسین وکیل زاده - عضو شاخه جوانان منطقه فارس جبهه مشارکت ایران
- علی نجفی - عضو شاخه جوانان منطقه فارس جبهه مشارکت ایران
- حسین صفایی - عضو شاخه جوانان منطقه فارس جبهه مشارکت ایران
- علی نیکویی - عضو شاخه جوانان منطقه فارس جبهه مشارکت ایران
- حسین رفعتی - عضو شورای مرکزی جبهه مشارکت ایران استان گلستان
- محمد رفعتی - عضو شاخه جوانان جبهه مشارکت ایران استان گلستان
- حسن رضایی - عضو شاخه جوانان جبهه مشارکت ایران استان گلستان
- محمدحسین مهیمنی - عضو شاخه جوانان جبهه مشارکت ایران استان گلستان
- حسین لقمانیان - دبیر جبهه مشارکت شاخه همدان
- مرتضی ایزدی - عضو شاخه جوانان جبهه مشارکت ایران استان گلستان
- شاهین نوربخش - عضو شاخه جوانان و کمیته اطلاع‌رسانی مرکز

## حمله به ساختمان جبهه مشارکت
در روز ۲۳ خرداد ۸۸، یک روز پس از برگزاری انتخابات دوره دهم ریاست جمهوری، دفتر سیاسی جبهه مشارکت جلسه‌ای برای بررسی اوضاع و شرایط در آن روزها برگزار کرد. در انتهای این جلسه نیروهای امنیتی با حمله به ساختمان جبهه مشارکت اقدام به ضرب و شتم تعدادی از اعضا از جمله «حسین کاشفی» -عضو شورای مرکزی حزب- کرده و تمامی حاضران در ساختمان را بازداشت کرده و به زندان اوین انتقال دادند. حنیف مزروعی، روزنامه‌نگار و فعال سیاسی در تهران به بی‌بی‌سی فارسی گفت که می‌تواند بازداشت محسن میردامادی (دبیرکل جبهه مشارکت)، زهرا مجردی (عضو شورای مرکزی و همسر آقای میردامادی)، سعید شریعتی، عبدالله رمضان زاده و زهره آقاجری از اعضای دفتر مرکزی جبهه مشارکت و همچنین بهزاد نبوی و مصطفی تاج زاده اعضای سرشناس سازمان مجاهدین انقلاب اسلامی را تأیید کند. او گفت علاوه بر این افراد، علی پورخیری، شاهین نوربخش، علی تقی پور، محمد شکوهی، اشکان مجللی و میثم وره‌چهر از اعضای جبهه مشارکت بازداشت شده‌اند.
آقای مزروعی که پسر رجبعلی مزروعی، عضو شورای مرکزی جبهه مشارکت است، همچنین گفت که شنیده‌های او از بازداشت اشخاص دیگری هم حکایت دارد، اما از آن‌جا که خطوط تلفن همراه و سیستم پیامک تلفنی در تهران قطع و تماس با تلفن‌های ثابت هم مشکل شده است، نمی‌تواند این شنیده‌ها را تأیید کند.
به گفته آقای مزروعی، اعضای دفتر سیاسی جبهه مشارکت عصر روز شنبه ۲۳ خرداد جلسه‌ای داشتند که رجبعلی مزروعی هم در آن شرکت داشته است. به گفته او، رجبعلی مزروعی در پایان جلسه ساختمان را ترک کرده و بعداً شنیده است که عده‌ای از حاضران در جلسه بازداشت شده‌اند.
پس از این حمله تمامی بازداشت‌شدگان به جز «مصطفی تاج‌زاده» در روز ۲۴ و ۲۵ خرداد پس از تفهیم اتهام از زندان آزاد شدند. ساختمان جبهه مشارکت از همان روز بدون دستور قضایی ارائه شده پلمب گردیده و چند روز بعد با ورود مأموران از پنجره‌های ساختمان، مدارکی که جزئیات آن مشخص نیست از ساختمان خارج شد.

## کمیسیون ماده ده احزاب و جبهه مشارکت
کمیسیون ماده ۱۰ احزاب در تاریخ ۲۸ فروردین ۸۹ به علت «اقدامات خلاف قانون اساسی، قوانین موضوعه و خلاف اساسنامه و مرامنامه، توسط حزب مشارکت» اقدام به توقیف پروانه حزب مشارکت نمود. این کمیسیون همچنین در تاریخ ۲۵ اردیبهشت طی گزارشی براساس قانون احزاب، انحلال حزب جبهه مشارکت ایران اسلامی را خواستار شد. شعبه ۱۵ دادگاه انقلاب اسلامی تهران به ریاست قاضی ابوالقاسم صلواتی روز ۲۰ مرداد رسیدگی به پرونده را آغاز کرد و با توجه به محتویات پرونده از جمله ادعانامه - کیفرخواست - دادستان عمومی و انقلاب تهران و آرای صادره علیه اعضای حزب مشارکت و گزارش وزارت اطلاعات و کمیسیون ماده ۱۰ قانون فعالیت احزاب و جمعیت‌ها و با لحاظ اساسنامه و مرامنامه این حزب رأی دادگاه نسبت به انحلال حزب مشارکت را صادر کرد. آقای صلواتی به استناد ماده ۲۳۲ آئین دادرسی کیفری، احکام انحلال حزب مذکور را «قطعی» و غیرقابل تجدیدنظر خواهی اعلام کرد. غلامحسین محسنی اژه‌ای سخنگوی قوه قضائیه روز دوشنبه ۵ مهر ۱۳۸۹ در جمع خبرنگاران این خبر را اعلام کرد.
حزب مشارکت، روز چهارشنبه ۱۴ مهر در نامه‌ای سرگشاده به دبیر کمیسیون ماده ۱۰ احزاب، با اشاره به حکم شعبه ۲۷ دادگاه عمومی مجتمع شهید بهشتی، خواستار رفع «تضییقات» و محدودیت‌های اعمال شده علیه این حزب شد. بنا به گفته علی شکوری راد، عضو شورای مرکزی حزب مشارکت شعبه ۲۷ دادگاه عمومی به این شکایت رسیدگی کرده و در تاریخ ۳۱ مردادماه ۱۳۸۹ حکم خود را به نفع حزب مشارکت صادر کرده است، اما پیش از آن که این حکم ابلاغ شود، شعبه ۱۵ دادگاه انقلاب بر اساس کیفرخواست سعید مرتضوی، دادستان سابق تهران، حکم انحلال این حزب را صادر کرده است.

## اعضای جبهه مشارکت در دولت یازدهم
- محمود حجتی - وزیر جهاد کشاورزی
- معصومه ابتکار - معاون امور زنان و خانواده ریاست جمهوری
- شهیندخت مولاوردی - دستیار رئیس‌جمهور ایران در امور حقوق شهروندی